# スカラーポテンシャル

質量が増加した場合の重力ポテンシャル井戸

スカラーポテンシャルは、ある位置から他の位置へと物体が移動するときのポテンシャルエネルギーの変化が位置のみに依存し移動経路に依存しないときのポテンシャルである。このときのポテンシャルは方向に依存しない値、すなわちスカラーである。よく知られた例は重力によるポテンシャルエネルギーである。物理領域では特に静電ポテンシャルを指す場合がある。
スカラーポテンシャルは、ベクトル解析および物理学における基本概念である（ベクトルポテンシャルと混同する可能性がない場合、「スカラー」という言葉はしばしば省略される）。スカラーポテンシャルはスカラー場の一例である。スカラーポテンシャル P により導かれるベクトル場Fは次のように定義される。
{\displaystyle \mathbf {F} =-\nabla P=-\left({\frac {\partial P}{\partial x}},{\frac {\partial P}{\partial y}},{\frac {\partial P}{\partial z}}\right),}
∇PはPの勾配であり、方程式の2番目の部分はデカルト座標 x, y, zの関数の勾配のマイナスである。流儀によっては負号なしで定義する場合もある。勾配に関するこのPの定義のために、任意の点におけるFの方向はその点でのPの最も急な減少方向であり、その大きさは単位長さ当たりの減少の割合である。
Fがスカラーポテンシャルのみで記述されるためには、F は以下の式のいずれかを満たす必要がある。
1. {\displaystyle -\int _{a}^{b}\mathbf {F} \cdot d\mathbf {l} =P(\mathbf {b} )-P(\mathbf {a} )}, ここで積分は位置aから位置bまで通過するジョルダン弧上にあり、P(b)は位置bで決まるPである。
2. {\displaystyle \oint \mathbf {F} \cdot d\mathbf {l} =0},積分は単純な閉路を通るものである。
3. {\displaystyle {\nabla }\times {\mathbf {F} }=0.}

これらの条件のうち1番目の条件は勾配の基本定理を表し、微分可能な一価スカラー場Pの勾配である任意のベクトル場に当てはまる。2番目の条件はスカラー関数の勾配として表すことができるようなFの要件である。3番目の条件は回転の基本定理を用いてFの回転に関して2番目の条件を再表現したものである。これらの条件を満たすベクトル場Fは非回転（保存場）と呼ばれる。
スカラーポテンシャルは物理学および工学の多くの分野で重要な役割を果たしている。重力ポテンシャルは位置の関数としての、単位質量当たりの重力、すなわち場による加速度に関連するスカラーポテンシャルである。重力ポテンシャルは単位質量当たりの重力ポテンシャルエネルギーである。静電気学においては、電位は電場、すなわち単位電荷当たりの静電気力に関連するスカラーポテンシャルである。この場合、電位は単位電荷当たりの静電ポテンシャルエネルギーである。流体力学において、非回転層状場はラプラシアン場にある特別な場合にのみスカラーポテンシャルを持つ。核力の側面の1つは湯川ポテンシャルにより説明することができる。ポテンシャルは古典力学のラグランジアンとハミルトニアンの定式化において重要な役割を果たす。さらに、スカラーポテンシャルは量子力学における基本量である。
全てのベクトル場がスカラーポテンシャルを持つわけではない。そのようなベクトル場は保存的と呼ばれ、物理学における保存力の概念に対応している。非保存力の例としては、摩擦力、磁力、および流体力学におけるソレノイド場速度場がある。しかし、ヘルムホルツ分解定理により、全てのベクトル場はスカラーポテンシャルおよび対応するベクトルポテンシャルで記述可能である。電気力学において、電磁スカラーポテンシャルとベクトルポテンシャルはともに電磁4元ポテンシャルとして知られている。

## 可積分条件
もしFが保存的ベクトル場（非回転、カールフリー、ポテンシャルとも）で、その成分が連続偏微分を持つ場合、基準点に対するFのポテンシャルは線積分により定義される。
{\displaystyle V(\mathbf {r} )=-\int _{C}\mathbf {F} (\mathbf {r} )\cdot \,d\mathbf {r} =-\int _{a}^{b}\mathbf {F} (\mathbf {r} (t))\cdot \mathbf {r} '(t)\,dt,}
Cは{\displaystyle \mathbf {r} _{0}}から{\displaystyle \mathbf {r} }までのパラメータ化された経路
{\displaystyle \mathbf {r} (t),a\leq t\leq b,\mathbf {r} (a)=\mathbf {r_{0}} ,\mathbf {r} (b)=\mathbf {r} .}
線積分がその終点{\displaystyle \mathbf {r} _{0}}と{\displaystyle \mathbf {r} }のみを介する経路Cに依存するという事実は、本質的には保存ベクトル場の経路独立特性である。線積分の基本定理は、Vがこのように定義されるならば{\displaystyle \mathbf {F} =-\nabla V}であることを含んでおり、Vは保存ベクトル場Fのスカラーポテンシャルである。スカラーポテンシャルはベクトル場だけで決まるわけではない。実際、関数の勾配は定数が追加されても影響を受けない。Vが線積分で定義されている場合、Vのあいまいさは基準点{\displaystyle \mathbf {r} _{0}.}の選択の自由度を反映している。

## 重力ポテンシャルエネルギーとしての高度

地表近くの一様な重力場

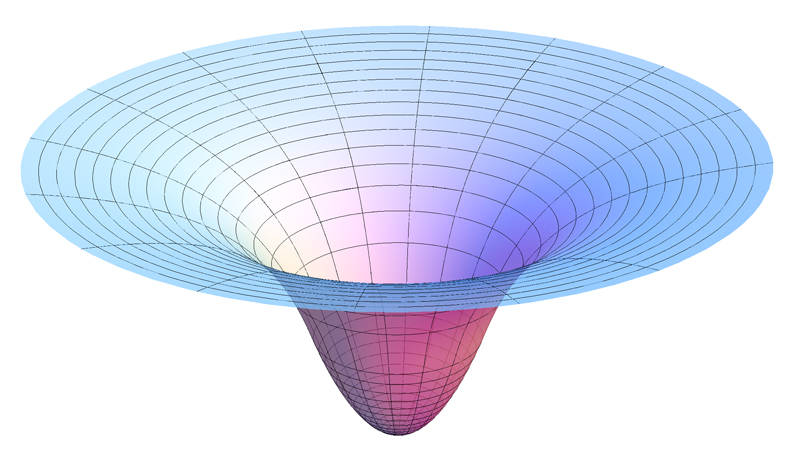
一様な球体内およびその周囲の重力ポテンシャルの2次元スライスをプロットしたもの。断面の変曲点は球体表面にある。

1つの例は地表近くの（ほぼ）一様な重力場である。これはポテンシャルエネルギー
{\displaystyle U=mgh}
を持つ。Uは重力ポテンシャルエネルギーでhは地表上の距離である。これは等値線図上の重力ポテンシャルエネルギーは高度に比例することを意味する。等値線図においては、高度の2次元負勾配は2次元ベクトル場であり、このベクトルは常に等値線に対して垂直であり重力の方向に対しても垂直である。しかし、等値線図において丘陵地帯となっているところではUの3次元負勾配は常に重力の方向F真下に向いている。しかし、丘を転がる球は丘の表面の垂直力により真下に直接移動することはできず、丘表面に垂直な重力の成分は相殺される。球を動かすために残る重力成分は表面に平行である。
{\displaystyle F_{S}=-mg\ \sin \theta }
θは傾きの角度。重力に垂直なFSの成分は
{\displaystyle F_{P}=-mg\ \sin \theta \ \cos \theta =-{1 \over 2}mg\sin 2\theta .}
となる。地表に平行なこの力FPはθが45度のとき最大となる。
等値線図上の等値線間の高度の等間隔をΔhとし、2つの等値線間の距離をΔxとすると以下のようになる。
{\displaystyle \theta =\tan ^{-1}{\frac {\Delta h}{\Delta x}}}
よって
{\displaystyle F_{P}=-mg{\Delta x\,\Delta h \over \Delta x^{2}+\Delta h^{2}}.}
しかし、等値線図上では勾配はΔxに反比例し、FPと同じようではない。等値線図上の高度は正確には2次元ポテンシャル場ではない。力の大きさは異なるが、力の方向は等値線図でも等値線図で表される地表の丘陵地帯でも同じである。

## 浮力ポテンシャルとしての圧力
流体力学において、平衡状態にあるが一様な重力場の存在下では一様な浮力が重力を相殺するように浸透する。つまり、流体はその平衡状態を維持する。この浮力は負の圧力勾配である。
{\displaystyle \mathbf {f_{B}} =-\nabla p.\,}
浮力は重力と反対方向の上向きを向いているため、流体内の圧力は下向きに増加する。静的な水域内の圧力は水面下の深さに比例して増加する。一定圧力の面は表面に平行な平面であり、これはゼロ圧力の平面として特徴づけることができる。
液体が（その回転軸が表面に対して垂直である）垂直渦を有する場合、その渦は圧力場にうぼみを生じさせる。渦の内側の液体の表面は等圧力の表面同様下方向に引っ張られるが、液体表面と平行に保たれる。この効果は渦内部で最も強く、渦軸から離れるにつれて急速に減衰する。
流体に浸かり囲まれた固体物体上の流体による浮力は、物体の表面に沿って負の圧力勾配を積分することにより得ることができる。
{\displaystyle F_{B}=-\oint _{S}\nabla p\cdot \,d\mathbf {S} .}
動いている飛行機の翼は、翼の上の空気圧を下の空気圧に比べて減少させる。これにより重力に対抗するのに十分な浮力が生み出される。

## ユークリッド空間におけるスカラーポテンシャル
3次元ユークリッド空間{\displaystyle \mathbb {R} ^{3}}において、非回転ベクトル場Eのスカラーポテンシャルは次式で与えられる。
{\displaystyle \Phi (\mathbf {r} )={1 \over 4\pi }\int _{\mathbb {R} ^{3}}{\frac {\operatorname {div} \mathbf {E} (\mathbf {r} ')}{\|\mathbf {r} -\mathbf {r} '\|}}\,dV(\mathbf {r} ')}
{\displaystyle dV(\mathbf {r} ')}はr'に関する微小体積要素である。このとき
{\displaystyle \mathbf {E} =-\mathbf {\nabla } \Phi =-{1 \over 4\pi }\mathbf {\nabla } \int _{\mathbb {R} ^{3}}{\frac {\operatorname {div} \mathbf {E} (\mathbf {r} ')}{\|\mathbf {r} -\mathbf {r} '\|}}\,dV(\mathbf {r} ')}
これはEが連続的であり無限大に向かい漸近的に0まで減少し、1/rより速く減衰し、Eの発散が無限大に向かうと減衰し1/r2よりも速く減衰する場合に成り立つ。
違う書き方をすると
{\displaystyle \Gamma (\mathbf {r} )={\frac {1}{4\pi }}{\frac {1}{\|\mathbf {r} \|}}}
はニュートンポテンシャルである。これはラプラス方程式の基本解であり、Γのラプラシアンがディラックのデルタ関数の負の値に等しいことを意味する。
{\displaystyle \nabla ^{2}\Gamma (\mathbf {r} )+\delta (\mathbf {r} )=0.}
このとき、スカラーポテンシャルはEとΓの畳み込みである。
{\displaystyle \Phi =\operatorname {div} (\mathbf {E} *\Gamma ).}
実際、非回転ベクトル場と回転不変ポテンシャルの畳み込みも非回転である。非回転ベクトル場Gは次のように表される。
{\displaystyle \nabla ^{2}\mathbf {G} =\mathbf {\nabla } (\mathbf {\nabla } \cdot {}\mathbf {G} ).}
ゆえに
{\displaystyle \nabla \operatorname {div} (\mathbf {E} *\Gamma )=\nabla ^{2}(\mathbf {E} *\Gamma )=\mathbf {E} *\nabla ^{2}\Gamma =-\mathbf {E} *\delta =-\mathbf {E} }
となる。
もっと一般的には、式
{\displaystyle \Phi =\operatorname {div} (\mathbf {E} *\Gamma )}
は、次式で与えられるニュートンポテンシャルを用いることでn次元ユークリッド空間 (n > 2) で成り立つ。
{\displaystyle \Gamma (\mathbf {r} )={\frac {1}{n(n-2)\omega _{n}\|\mathbf {r} \|^{n-2}}}}
ωnは単位n次元球の体積である。証明は同じである。あるいは、部分（もしくはより厳密に言えば畳み込みの性質）による積分は以下の式を与える。
{\displaystyle \Phi (\mathbf {r} )=-{\frac {1}{n\omega _{n}}}\int _{\mathbb {R} ^{n}}{\frac {\mathbf {E} (\mathbf {r} ')\cdot (\mathbf {r} -\mathbf {r} ')}{\|\mathbf {r} -\mathbf {r} '\|^{n}}}\,dV(\mathbf {r} ').}